# 木内克
木内克（きのうち よし、1892年6月27日 - 1977年3月8日）は、茨城県水戸市出身の彫刻家である。
渡仏し、アントワーヌ・ブールデルの指導を受けた。二科展などに多数出品し、テラコッタの作品を多く残した。妻の木内てるも彫刻家。

## 略歴
- 1892年（明治25年）茨城県水戸市に4人兄弟の末っ子として生まれる。
- 1912年（明治45年）20歳で上京し、彫刻家の海野美盛のもと彫刻を学ぶ。
- 1914年（大正3年）朝倉文夫の彫塑塾に入門。
- 1921年（大正10年）渡英。半年間ロンドンに滞在し、その後パリにわたる。そこでブールデルの指導を受ける。
- 1927年（昭和2年）窯業家のラシュナルを訪ね、陶器を始める。
- 1930年（昭和5年）テラコッタ技法に習熟。
- 1935年（昭和10年）帰国。以後二科展などに出品。
- 1938年（昭和13年）「木内克作陶展」開催。
- 1948年（昭和23年）新樹会展に出品し始める。
- 1970年（昭和45年）第一回中原悌二郎賞受賞。
- 1972年（昭和47年）記録映画「土くれ」が完成。
- 1974年（昭和49年）第29回茨城国体モニュメントに「女神像」製作。
- 1977年（昭和52年）急性肺炎のため、東京荒川区の関川総合病院で死去。84歳[1]。

## 代表作
- 『女』1956 年 - ウェイバックマシン
- 『エーゲ海に捧ぐ』1972年
- 『女の顔』

## エピソード
- 小さい頃から動物好きで、特に猫は7,8匹飼っていた時もあり、作品に多く残した。
- パリから帰国後、生計を立てるためにマジョリカを製作し、時計店に陳列していた。
- 晩年はバリ島・台湾・バンコクなど様々な地域へスケッチ旅行へ行き、精力的に活動した。
- 著書の『木内克の言葉』には、木内の芸術思想が書き留められている。
  - 「ぼくは彫刻というものは宝石を入れる箱であると思っている。」
  - 「芸術というものは写生そのものではなく、いろいろな味があったり、匂いがあったりするようなものだとおもう。その人自身がでてこなければいけないものだよ。」
  - 「ぼくは小さい頃から動物ならなんでも好きだった。特に猫と馬はこの年になるまで好きだね。」